# Festival di Cannes 1946
La 1ª edizione del Festival di Cannes si è svolta a Cannes dal 20 settembre al 5 ottobre 1946.
In uno spirito ecumenico post-bellico, la giuria è stata formata da rappresentanti dei diversi paesi partecipanti ed ha assegnato ben undici Grand Prix a film di altrettante nazionalità.

## Selezione ufficiale

### Concorso
- Neecha nagar, regia di Chetan Anand (India)
- Glinka, regia di Leo Arnštam (URSS)
- Zoya, regia di Leo Arnštam (URSS)
- Settimo velo (The Seventh Veil), regia di Compton Bennett (Gran Bretagna)
- Un giorno nella vita, regia di Alessandro Blasetti (Italia)
- Floarea reginei, regia di Paul Călinescu (Romania)
- Uomini senz'ali (Muzi bez krídel), regia di František Čáp (Cecoslovacchia)
- Lo spettro del passato (Un revenant), regia di Christian-Jaque (Francia)
- Eroi senza armi (Le père tranquille), regia di René Clément (Francia)
- Operazione Apfelkern (La bataille du rail), regia di René Clément (Francia)
- La bella e la bestia (La belle et la bête), regia di Jean Cocteau (Francia)
- Anna e il re del Siam (Anna and the King of Siam), regia di John Cromwell (USA)
- Angoscia (Gaslight), regia di George Cukor (USA)
- Una donna ha tradito (Patrie), regia di Louis Daquin (Francia)
- Les ennuis de Monsieur Travet, regia di Mario Soldati (Italia)
- Cuore prigioniero (The Captive Heart), regia di Basil Dearden (Gran Bretagna)
- Sinfonia pastorale (La symphonie pastorale), regia di Jean Delannoy (Francia)
- Los tres mosqueteros, regia di Miguel M. Delgado (Messico)
- Musica maestro, regia di Jack Kinney, Clyde Geronimi, Hamilton Luske, Robert Cormack e Joshua Meador. (USA)
- La grande svolta (Великий перелом, Velikij perelom), regia di Fridrich Ėrmler (URSS)
- La vergine indiana (María Candelaria), regia di Emilio Fernández (Messico)
- Amanti in fuga, regia di Giacomo Gentilomo (Italia)
- Blod och eld, regia di Anders Henrikson (Svezia)
- Notorious - L'amante perduta (Notorious), regia di Alfred Hitchcock (USA)
- L'uomo meraviglia (Wonder Man), regia di Bruce Humberstone (USA)
- I campi scarlatti (De røde enge), regia di Bodil Ipsen e Lau Lauritzen (Danimarca)
- Brevet fra afdøde, regia di Johan Jacobsen (Danimarca)
- Donia, regia di Mohamed Karim
- Un grande amore di Paganini (The Magic Bow), regia di Bernard Knowles (Gran Bretagna)
- Il bandito, regia di Alberto Lattuada (Italia)
- Breve incontro (Brief Encounter), regia di David Lean (Gran Bretagna)
- Camões, regia di José Leitão de Barros (Portogallo)
- L'ultima speranza (Die Letzte Chance), regia di Leopold Lintberg (Svizzera)
- Cesare e Cleopatra (Caesar and Cleopatra), regia di Gabriel Pascal (Gran Bretagna)
- Kamennyy tsvetok, regia di Aleksandr Ptushko (URSS)
- Rapsodia in blu (Rhapsody in Blue), regia di Irving Rapper (USA)
- Chelovek No. 217, regia di Michail Romm (URSS)
- Roma città aperta, regia di Roberto Rossellini (Italia)
- Spasimo (Hets), regia di Alf Sjöberg (Svezia)
- Nezbedný bakalár, regia di Otakar Vávra (Cecoslovacchia)
- Gilda, regia di Charles Vidor (USA)
- Três dias sem deus, regia di Barbara Virginia (Portogallo)
- Giorni perduti (The Lost Weekend), regia di Billy Wilder (USA)
- Zdravstvuy, Moskva!, regia di Sergej Jutkevič (URSS)

## Giuria
- Georges Huisman, storico (Francia) - presidente
- Iris Barry (USA)
- Beaulieu (Canada)
- Antonin Brousil (Cecoslovacchia)
- J.H.J. De Jong (Paesi Bassi)
- Samuel Findlater (Gran Bretagna)
- Sergej Gerasimov (URSS)
- Jan Korngold (Polonia)
- Domingo Mascarenhas (Portogallo)
- Hugo Mauerhofer (Svizzera)
- Filippo Mennini (Italia)
- Moltke-Hansen (Norvegia)
- Fernand Rigot (Belgio)
- Kjell Stromberg (Svezia)
- Tudor Don (Romania)
- Rodolfo Usigli (Messico)
- Youssef Wahdy (Egitto)
- Helge Wamberg (Danimarca)

## Palmarès
- Grand Prix:
  - La grande svolta (Великий перелом, Velikij perelom), regia di Fridrich Ėrmler (URSS)
  - Uomini senz'ali (Muzi bez krídel), regia di František Čáp (Cecoslovacchia)
  - Spasimo (Hets), regia di Alf Sjöberg (Svezia)
  - La vergine indiana (María Candelaria), regia di Emilio Fernández (Messico)
  - Roma città aperta, regia di Roberto Rossellini (Italia)
  - Neecha nagar, regia di Chetan Anand (India)
  - Breve incontro (Brief Encounter), regia di David Lean (Gran Bretagna)
  - Sinfonia pastorale (La symphonie pastorale), regia di Jean Delannoy (Francia)
  - Giorni perduti (The Lost Weekend), regia di Billy Wilder (USA)
  - I campi scarlatti (De røde enge), regia di Bodil Ipsen e Lau Lauritzen (Danimarca)
  - L'ultima speranza (Die Letzte Chance), regia di Leopold Lintberg (Svizzera)
- Grand Prix International de l'Association des Auteurs de Films: Chelovek No. 217, regia di Michail Romm (URSS)
- Grand Prix International de la couleur: Kamennyy tsvetok, regia di Aleksandr Ptushko (URSS)
- Grand Prix International de la meilleure interprétation féminine: Michèle Morgan - Sinfonia pastorale (La symphonie pastorale), regia di Jean Delannoy (Francia)
- Grand Prix International de la meilleure interprétation masculine: Ray Milland - Giorni perduti (The Lost Weekend), regia di Billy Wilder (USA)
- Grand Prix International de la mise en scène: René Clément - Operazione Apfelkern (La bataille du rail) (Francia)
- Grand Prix International de la Société des Auteurs et Compositeurs Dramatiques: Boris Tchirkov - La grande svolta (Великий перелом, Velikij perelom), regia di Fridrich Ėrmler (URSS)
- Grand Prix International de la Société des auteurs, compositeurs et éditeurs de musique (SACEM) pour la meilleure partition musicale: Georges Auric - Sinfonia pastorale (La symphonie pastorale), regia di Jean Delannoy (Francia)
- Grand Prix International du dessin animé: Walt Disney - Musica maestro
- Prix du Jury International: Operazione Apfelkern (La bataille du rail), regia di René Clément (Francia)
- Prix International de la Paix: L'ultima speranza (Die Letzte Chance), regia di Leopold Lintberg (Svizzera)